# 廈門戰鬥 (1923年)
廈門戰鬥發生於1923年8月12日，地點則是在中國閩南廈門。是北洋政府時期內戰之一，交戰兩方為粵軍林虎及臧致平，戰鬥末了，守城臧致平部與粵軍僵持，翌年年初，廈門平和落入北洋軍海軍。